# 74 (عدد)
74 (أربعة وسبعون) هو عدد طبيعي يلي العدد 73 ويسبق العدد 75.